# The Fool Circle
The Fool Circle – album szkockiej grupy rockowej Nazareth, wydany w 1981 roku.

## Lista utworów
1. Dressed to Kill – 3:30
2. Another Year – 3:28
3. Moonlight Eyes – 3:33
4. Pop the Silo – 3:18
5. Let Me Be Your Leader – 3:49
6. We Are the People – 3:33
7. Every Young Mans Dream – 3:16
8. Little Part of You – 3:28
9. Cocaine – 4:34
10. Victoria – 3:19

## Wykonawcy
- Dan McCafferty – wokal
- Darrell Sweet – perkusja
- Pete Agnew – bas, gitara, pianino
- Billy Rankin-gitara
- Manny Charlton – gitara
- John Locke – keyboard